# Cabinet Biedenkopf II
Le cabinet Biedenkopf II était le gouvernement régional (Landesregierung) du Land de Saxe en fonction entre le 6 octobre 1994 et le 26 octobre 1999, durant la deuxième législature du Landtag.
Il était dirigé par le Ministre-président chrétien-démocrate Kurt Biedenkopf et soutenu par la seule Union chrétienne-démocrate d'Allemagne (CDU), qui disposait de 77 députés sur 120.
Il a succédé au cabinet Biedenkopf I et a cédé sa place au cabinet Biedenkopf III.

## Composition
| Portefeuille | Titulaire      | Titulaire                        | Parti |
| --- | -------------- | -------------------------------- | ----- |
| Ministre-président |                | Kurt Biedenkopf                  | CDU   |
| Ministre de l'Intérieur                                                                                                 |                | Heinz Eggert jusqu'au 10/07/1995 | CDU   |
| Ministre de l'Intérieur                                                                                                 | Klaus Hardraht |                                  | CDU   |
| Ministre des Finances                                                                                                   |                | Georg Milbradt                   | CDU   |
| Ministre de la Justice                                                                                                  |                | Steffen Heitmann                 | CDU   |
| Ministre de l'Économie et du Travail                                                                                    |                | Kajo Schommer                    | CDU   |
| Ministre des Affaires sociales                                                                                          |                | Hans Geisler                     | CDU   |
| Ministre de l'Agriculture, de l'Alimentation et des Forêts Ministre de l'Environnement et de l'Agriculture (11.11.1998) |                | Rolf Jähnichen                   | CDU   |
| Ministre de l'Éducation                                                                                                 |                | Matthias Rößler                  | CDU   |
| Ministre de la Science et de la Culture                                                                                 |                | Hans-Joachim Meyer               | CDU   |
| Ministre de l'Environnement et du Développement régional                                                                |                | Arnold Vaatz jusqu'au 11/11/1998 | CDU   |
| Ministre de l'Égalité                                                                                                   |                | Friederike de Haas               | CDU   |